# 아이스크림 포 브렉퍼스트 데이

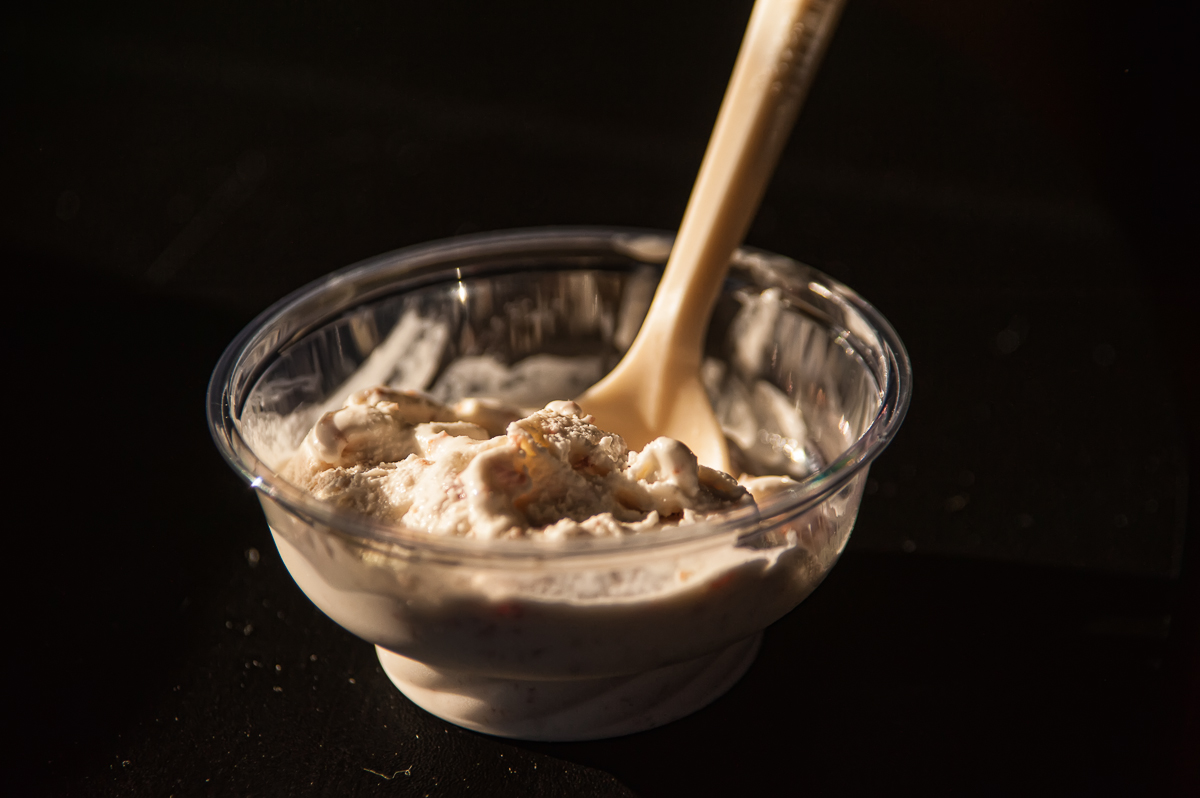
2014년 아이스크림 포 브렉퍼스트 데이를 기념하여 아이스크림 상인이 무료로 제공하는 아이스크림 한 그릇

아이스크림 포 브렉퍼스트 데이(Ice Cream for Breakfast Day)는 일부 사람들이 의도적으로 아침 식사로 아이스크림을 먹는 날인 2월 첫 번째 토요일을 기념하는 비공식 휴일이다.

## 역사
이 휴일은 1960년대 뉴욕주 로체스터의 여섯 자녀의 어머니인 플로렌스 래퍼포트(Florence Rappaport)가 눈 내리는 겨울날에 고안했다. 춥고 눈 내리는 2월의 아침, 그녀에게 영감을 준 것은 그녀의 막내인 루스(현재 크리스탈, Kristal)와 조 라파포트(Joe Rappaport)였다. 그들을 즐겁게 하기 위해 그녀는 그것을 아침 식사 날 아이스크림으로 선언했다. 그녀는 "날이 춥고 눈이 왔는데 아이들이 너무 춥다고 아무것도 할 수 없다고 투덜댔다. 그래서 그냥 '아침에 아이스크림 먹자'고 했다"고 설명했다. 전통이 시작되었다. 첫 번째 ICFBD의 정확한 연도는 기록되지 않았지만 1월 말에 거대한 눈보라가 로체스터를 강타하여 로체스터에 몇 피트의 눈을 쏟아 붓고 학교를 폐쇄했던 1966년으로 추측된다. 남매가 자라 대학에 다니면서 친구들에게 파티를 열고 전통을 소개하면서 전통이 퍼지기 시작했다.